# Parque nacional de Lam Nam Kra Buri
El Parque nacional de Lan Nam Kra Buri es un área protegida del sur de Tailandia, en la provincia de Ranong. Tiene una superficie de 160 kilómetros cuadrados y fue declarado en 1999.
Este parque es fronterizo con Myanmar, país del que está separado por el río Kra Buri. Está formado por mar y tierra, incluyendo un archipiélago de 6 islaas en el río, así como bosques de manglar.